# Ruth Ashton Taylor
Ruth Ashton Taylor (ur. 20 kwietnia 1922 w Long Beach, zm. 11 stycznia 2024 w San Rafael) – amerykańska dziennikarka.

## Życiorys
Ruth Ashton Taylor urodziła się 20 kwietnia 1922 roku. Była absolwentką liceum Politechniki w Long Beach, Scripps College i Columbia University Graduate of School. Rozpoczęła swoją karierę z radiem CBS w 1944 roku. W 1951 roku została zatrudniona przez KNXT, stacji telewizyjnej w Los Angeles. Przeszła na emeryturę w 1989 roku. Posiada swoją gwiazdę na Hollywoodzkiej Alei Gwiazd.